# Museo Lázaro Galdiano
Museo Lázaro Galdiano – mieszczące się w Madrycie państwowe muzeum sztuki. Znajdująca się w nim pokaźna kolekcja (około 12 600 eksponatów) została zgromadzona przez hiszpańskiego finansistę José Lázaro Galdiano. Galdiano przekazał ją państwu w swoim testamencie, razem ze swoją rezydencją, obecną siedzibą muzeum oraz biblioteką zawierającą ok. 20 000 woluminów. 
Na parterze neorenesansowego palazzo znajduje się wystawa dotycząca osiągnięć i planów Lázaro Galdiano, rzadkie egzemplarze książek i manuskryptów, szkatułki z emaliowanego drewna, wyroby ze srebra i złota, kryształy górskie i kamienie jubilerskie, renesansowe wyroby z brązu  średniowieczne witraże. Na pierwszym piętrze umieszczono kolekcję malarstwa hiszpańskiego, która zawiera dzieła takich artystów jak Bartolomé de Castro, El Greco, Francisco de Zurbarán, Bartolomé Esteban Murillo, Diego Velázquez, Jusepe de Ribera i Luis Paret y Alcázar. Na drugim piętrze znajdują się obrazy malarzy europejskich z XV-XIX w. m.in. Quentin Metsys, Hieronim Bosch, Francisco Goya, Pieter Brueghel (młodszy), Lucas Cranach młodszy, Albrecht Dürer, Rembrandt, Antoon van Dyck i Giovanni Battista Tiepolo. Umieszczono tam również kolekcję emalii limuzyjskich, porcelany sewrskiej, kryształów wyrobów z kości słoniowej, francuskich obrusów i miniatur. 